# トランス・ワールド航空841便急降下事故
トランス・ワールド航空841便急降下事故は、1979年4月4日にサギノー上空で発生した航空事故である。
ジョン・F・ケネディ国際空港からミネアポリス=セントポール国際空港へ向かっていたトランス・ワールド航空841便（ボーイング727-31）が飛行中に急降下し、乗員乗客89人中8人が負傷した。

## 飛行の詳細

### 事故機
事故機のボーイング727（N840TW）は1965年7月に製造番号18905/160として製造され、同年07月13日にトランス・ワールド航空に納入された。総飛行時間は35,412時間で、直近の検査は1979年3月1日に行われていた。

### 乗員
機長は44歳の男性で、1963年12月9日にトランス・ワールド航空に雇われた。総飛行時間は15,710時間で、ボーイング727では2,597時間の飛行経験があった。また、ボーイング727の他に、マクドネル・ダグラス DC-9、ボーイング747、ロッキード L-1011 トライスターでの飛行資格があった。
副操縦士は40歳の男性で、1969年12月9日にトランス・ワールド航空に雇われた。総飛行時間は10,336時間で、ボーイング727では8,348時間の飛行経験があった。
航空機関士は37歳の男性で、1969年9月26日にトランス・ワールド航空に雇われた。総飛行時間は4,186時間で、ボーイング727では1,186時間の飛行経験があった。

## 事故の経緯
841便は予定より45分遅れのEST20時25分にジョン・F・ケネディ国際空港を離陸した。離陸後、機体は高度39,000フィート (12,000 m)まで自動操縦で上昇し、水平飛行に移った。21時47分、機長は操縦桿が左へ曲がった状態で、姿勢指示器が20-30度の右旋回をしていることを示していると気づいた。機長は自動操縦を解除し、補助翼と方向舵を限界まで左へ動かしたが右方向へのロールは収まらず、機体は急降下し始めた。機長はエンジン出力をアイドルまで下げ、副操縦士にスピードブレーキを展開するよう指示したが、副操縦士は速度の計算を行っていたこともあり、この指示を理解できなかった。841便は33秒で21,000フィート (6,400 m)まで降下し、その過程で360度ロールした。急降下中、機外の様子から水平線を確認することは困難で、降下が急速であったため高度計を読み取ることも難しかった。急降下により荷物棚が破損し、酸素マスクが客室内に出た。急降下中、乗客は酸素マスクを着けようとしたが腕を伸ばすことが出来なかった。機長は着陸装置の展開を指示し、副操縦士はレバーを展開位置に動かした。レバーを動かすと大きな衝撃があったため、機長は主翼が脱落したように感じた。着陸装置の展開によって対気速度が減少し、機長は機体をほぼ水平にまで戻した。降下が収まると機体は30-50度の角度で上昇し始め、機長は13,000フィート (4,000 m)で機体を水平飛行に戻した。841便はわずか63秒間で34,000フィート (10,000 m)近く降下し、360度のロールを2回経験した。これは民間ジェット機で発生した最長の急降下と言われている。
回復後、油圧システムのAの警告灯と下部ヨー・ダンパーが作動してないことを示す警告が表示された。機長はデトロイト・メトロポリタン・ウェイン・カウンティ空港への緊急着陸を決定したが、進入中にフラップを展開すると機体が大きく左へ傾いたため、機長はフラップを出さずに着陸することにした。また、両主脚の状態を示す表示が「unsafe」であったため、正常に着陸装置が展開されていることを確認するために1度滑走路を低高度で通過した。22時31分頃、841便は同空港の滑走路3へ着陸した。着陸後、燃料漏れの可能性が報告されたため脱出スライドは使われず、エアステアを用いて避難が行われた。8人の乗客が負傷し、打撲を負ったが骨折をしたものはいなかった。

## 事故調査
国家運輸安全委員会（NTSB）が事故調査を行った。841便の事故調査はNTSBが行った中で最長の調査の1つと言われている。

### CVRの記録
事故機にはフェアチャイルド・インダストリー製のA-100型コックピットボイスレコーダー（CVR）が装備されていたが、記録された30分のうち21分は音声が記録されていなかった。NTSBが行ったCVRの検査ではシステムに故障は見られなかった。CVRの記録はコントロールパネルのスイッチを操作することで消去できるが、この機能はパーキングブレーキがかかっている状態でしか使用できない設計だった。機長は聞き取り調査で記録を意図的に消去したことを否定し、CVRについては考えたこともなかったと話した。また機長は通常のフライト時に記録の不正利用を防ぐため着陸後に録音を消去していると話したが、事故時にはこの操作をしたか思い出せないと述べた。乗員組合連絡会議（ALPA）はこの事実によって調査官にバイアスがかかり、その後調査に影響したと述べた。
予備調査ではフライトデータレコーダーの記録から360度のロールに見舞われていなかった可能性が示唆された。CVRの記録が欠落していたこともあり、NTSBは360度のロールが発生していなかったと言う仮説も検討した。

### スラットの展開と脱落

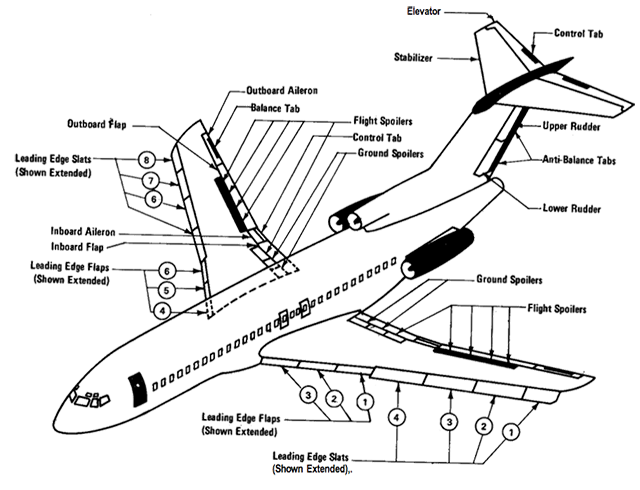
ボーイング727の制御翼面を示した図

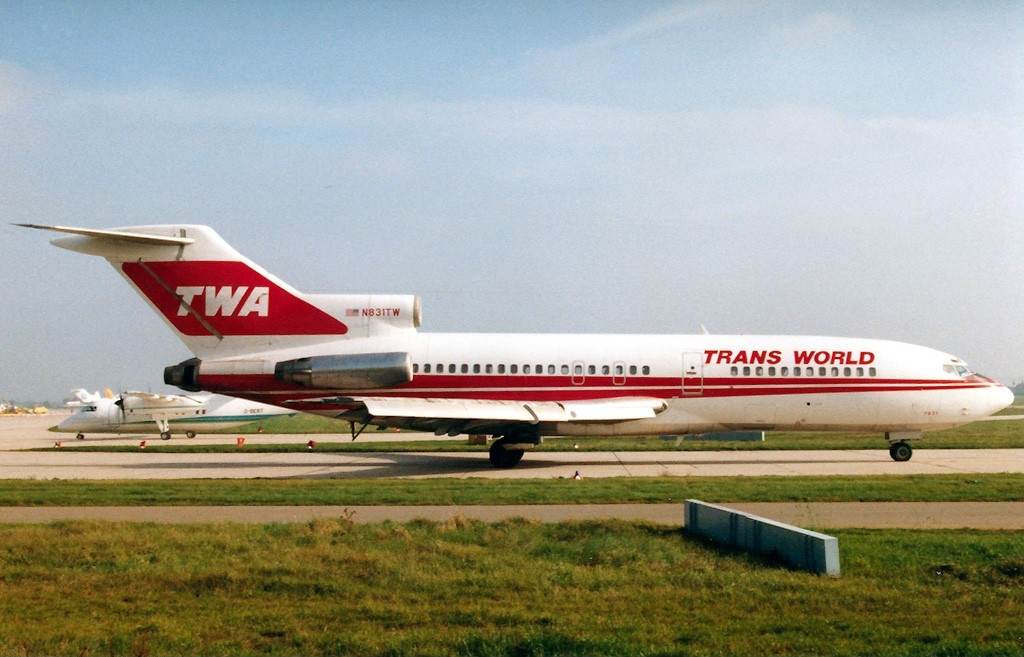
タキシングを行うボーイング727、主翼の前方にせり出しているのがスラット

事故機の右主翼を調査したところ、7番スラットが脱落していることが分かった。脱落したスラットはサギノーの北7マイル地点で発見された。NTSBはボーイングにスラットのアクチュエータやアセンブリの検査を依頼した。ボーイングは1975年に実施されたボーイング727の風洞試験の記録と841便の飛行状況を元に、シミュレーションを行った。その結果スラットが飛行中に脱落した場合、すぐに修正操作を行えば機体は急降下しなかったが、パイロットの操作を17秒間遅らせると841便の飛行経路と酷似した結果が得られた。
フラップやスラットの制御装置に不具合や故障は見られなかったことから、NTSBは機械的故障が原因であるパイロットの主張を退け、パイロットが意図的にスラットを展開させた事が原因であると結論づけた。報告書では以下のように述べられている。
パイロット達がおそらく機体の性能を上げるために後縁フラップだけを2度まで展開させようとしたが、21時47分32秒頃に2番、3番、6番、7番のスラットも展開した。2秒後に機体がバフェットを起こし始め、右に傾きだした。6-7秒後に2番、3番、6番スラットは格納されたが7番スラットは格納されず、非対称性によって激しいローリングが発生した。

### 最終報告書
1981年6月、NTSBは最終報告書を発行し、パイロットエラーが事故原因であると結論づけた。報告書では事故原因について以下のように述べられている。
この事故の考えられる原因は2番、3番、6番、7番のスラットの部分的な、または完全な展開後に7番スラットのみが格納されなかったことと機長による回復操作が迅速でなかったことである。7番スラットは巡航状態の空力負荷によって格納できなかった。委員会はスラットの延長につながる機械的故障や誤動作の可能性をすべて排除し、スラットの延長はパイロットによる誤った操作が原因であると判断した。
パイロット達の証言はほとんどが物的証拠と矛盾するものであったため、報告書では大部分の証言が無視された。一方で、パイロットが行ったとされる一連の不正行為はほとんどが状況証拠に基づいたものだったため、パイロットに対する処分は行われなかった。

### パイロット達による反論
機長はコックピット内で自身や他のクルーが不注意な行動をしておらず、フラップやスラットを展開させるような操作はしていないと話した。パイロット達はアクチュエータの故障によって7番スラットが意図せず展開されたと考え、同様の出来事が発生していたと主張した。NTSBによれば1970年から1973年にかけて一部のスラットの延長と脱落に関する出来事が7件報告されていたが、いずれもパイロットによるミスかどうかは記載されていなかった。また、1978年にも飛行中のボーイング727で似たような出来事が起きていた。フラップとスラットが意図せず展開され、パイロットが格納操作を行っても6番と7番のスラットは展開したままだった。機体が減速すると、このスラットは格納された。
事故の約10年後、ALPAは事故原因は機械的故障であると述べ、パイロットエラーが事故原因であるという結論を撤回するように求めた。ALPAはボーイング727の各制御システムの複雑な相互作用によって事態が悪化したと推測しており、「飛行中に右側のエルロンの部品が破損したためローリングとヨーイングが発生し、さらに自動制御システムによって横滑りが引き起こされ機体が急降下した。油圧装置が損傷を受け、下部方向舵が動作しなくなったために制御が回復した」と主張した。また、ALPAは報告書のいくつかの矛盾点を指摘している。報告書では、7番スラットが脱落したのは急降下の最後の瞬間であるとしているが、製造業者はスラットが展開されていた場合、急降下の初期の段階で脱落した可能性が高いと述べている。
ALPAの提出した書類によれば、1977年以降にボーイング727が自動操縦が原因で制御不能に陥った事例は9つあり、そのうち1つは事故機で発生していた。1977年のテスト飛行に事故機が用いられた際に同様の飛行制御の問題が生じていたが、トランス・ワールド航空によってこの一件が明かされることはなかった。このテスト飛行を行ったパイロットによれば飛行中、自動操縦が実際には作動しているにもかかわらず機能していないように見え、その後深刻な飛行制御の問題が発生した。機長は841便でも自動操縦が適切に解除されず、制御不能に陥ったと推測している。

## 事故後
事故の10日後、パイロット達はトランス・ワールド航空に復帰したが、客室乗務員が同乗することを拒否するなどの事態が発生した。機長はボーイング747の機長に昇進したがトランス・ワールド航空を早期退職した。機長は事故の再調査を依頼したが、NTSBは調査を行わなかった。機長はボーイング727の自動操縦システムには欠陥があり、制御不能に陥る可能性があると主張した。これに対してボーイングは欠陥はなく設計通りに機能していると述べた。1981年、機長は名誉毀損とプライバシー侵害を理由にボーイングとNTSBを訴えたが裁判所はこの訴訟を棄却した。

## 映像化
- CBSニュースはこの事故を扱った44分間の特番である「The Plane That Fell From The Sky」を制作し、1983年にピーボディ賞を受賞した[33]。

- メーデー!:航空機事故の真実と真相 第20シーズン第6話「Terror over Michigan」